# Kanton Saint-André-3
Der Kanton Saint-André-3 ist seit 1997 ein französischer Wahlkreis im Arrondissement Saint-Benoît des Übersee-Départements Réunion.

## Gemeinden
| Gemeinde             | Einwohner 1. Januar 2022 | Fläche km² | Dichte Einw./km² | Code INSEE | Postleitzahl |
| -------------------- | ------------------------ | ---------- | ---------------- | ---------- | ------------ |
| Bras-Panon           | 13.131                   | 88,55      | 148              | 97402      | 97412        |
| Saint-André          | 9.665                    | 23,83      | 406              | 97409      | 97440        |
| Salazie              | 7.333                    | 103,82     | 71               | 97421      | 97433        |
| Kanton Saint-André-3 | 30.129                   | 216,20     | 139              | 97406      | –            |

1. ↑   Nur der südwestliche Teil der Gemeinde, der Rest verteilt sich auf die Kantone Saint-André-1 und Saint-André-2.

Seit 2015 vertreten Daniel Gonthier und Marie-Isabelle Payet den Kanton im Départementrat.